# Роџерсвил (Тенеси)
Роџерсвил (енгл. Rogersville) град је у америчкој савезној држави Тенеси.

## Демографија
По попису из 2010. године број становника је 4.420, што је 180 (4,2%) становника више него 2000. године.
| Група             | 2000.         | 2010.         |
| Белци             | 3.976 (93,8%) | 4.119 (93,2%) |
| Афроамериканци    | 172 (4,1%)    | 160 (3,6%)    |
| Азијати           | 13 (0,3%)     | 24 (0,5%)     |
| Хиспаноамериканци | 45 (1,1%)     | 60 (1,4%)     |
| Укупно            | 4.240         | 4.420         |